# 최정숙 (탁구 선수)
최정숙(崔正淑, 1947년 ~ )은 대한민국의 한일은행 소속 탁구선수였다. 1969년 4월 독일 뮌헨 세계선수권 여자복식에서 최환환 선수와 함께 동메달을 획득하였다.